# Górnik Łęczna
Górnik Łęczna – polski klub piłkarski (jednosekcyjny) z siedzibą w Łęcznej, założony 20 września 1979, jako sekcja piłki nożnej GKS Górnik Łęczna. 1 stycznia 2007 nastąpiło wydzielenie męskiej sekcji piłkarskiej z wielosekcyjnego GKS Górnik Łęczna i utworzenie spółki akcyjnej (Górnika Łęczna S.A.). Pod szyldem stowarzyszenia GKS Górnik Łęczna występuje nadal sekcja piłki nożnej kobiet. 18 lutego 2011 nazwa klubu została zmieniona na Górniczy Klub Sportowy Bogdanka S.A. 23 lipca 2013 nastąpił powrót do szyldu "Górnik".
W lipcu 2011 kibice skupieni w Stowarzyszeniu Kibiców Górnika Łęczna reaktywowali sekcję piłki nożnej pod szyldem GKS Górnik 1979 Łęczna i zgłosili do rozgrywek klasy B. Klub występował w rozgrywkach ligowych przez 4 sezony, po czym został rozwiązany.

## Historia
Klub powstał w 1979. Jest jednym z najbardziej utytułowanych klubów na Lubelszczyźnie. Zaczął od B-klasy. Kolejne awanse: 1980 – A-klasa, 1981 – V liga, 1983 – IV liga, 1984 – III liga, 1988 – II liga. Po jednym sezonie drużyna spadła z II ligi, a wróciła do niej w 1996. W sezonie 2002/2003 zespół awansował do I ligi.
W 2007 po uzyskaniu materiałów z prowadzonego przez wydział przestępczości zorganizowanej Prokuratury Okręgowej we Wrocławiu śledztwa w sprawie afery korupcyjnej Wydział Dyscypliny PZPN wszczął postępowanie dyscyplinarne wobec sześciu polskich klubów piłkarskich, w tym Górnika Łęczna, i zawiesił klub na miesiąc. Decyzją WD PZPN z 12 kwietnia 2007 Górnik Łęczna za ustawienie 20 meczów od sezonu 2007/08 miał zostać zdegradowany "o dwie klasy rozgrywek", zapłacić karę pieniężną i następny sezon rozpocząć z 10 punktami ujemnymi. Komisja Odwoławcza PZPN uchyliła decyzję WD PZPN o zawieszeniu Górnika Łęczna oraz walkowerze przyznanym Wiśle Płock za nierozegrane w związku z zawieszeniem spotkanie. Związkowy Trybunał Piłkarski rozpatrzył odwołanie zarządu klubu, podtrzymując wymierzoną przez WD karę degradacji o dwie klasy rozgrywkowe, jednocześnie zmniejszając karę finansową (z 270 tys. do 70 tys. zł) i punktową (do minus sześciu punktów na starcie nowego sezonu).
24 maja 2014 po wygranym meczu z Olimpią Grudziądz na 2 kolejki przed końcem rozgrywek I ligi, zespół z Łęcznej po 7 latach wrócił do najwyższej klasy rozgrywkowej w Polsce – T-Mobile Ekstraklasy. Trzy dni później Komisja Licencyjna PZPN udzieliła Górnikowi licencji do gry w Ekstraklasie w sezonie 2014/2015.
W 2016 władze klubu wraz z marszałkiem woj. lubelskiego i prezydentem Lublina podpisały list intencyjny, na podstawie którego drużynę Górnika dopuszczono do rozgrywania meczów na Arenie Lublin. Przyczyną przeniesienia meczów miała być zła sytuacja finansowa i niezastosowanie się do zaleceń sformułowanych po wizytacji na stadionie Górnika. Kibice Górnika zareagowali bojkotem spotkań drużyny. Za bojkotem opowiedzieli się także kibice Motoru Lublin.
Sezon 2016/2017 zakończył się spadkiem Górnika do I ligi, a sezon 2017/2018 spadkiem do II ligi.

## Sukcesy
- Ekstraklasa:
  - 7. miejsce (1): 2004/2005
- Puchar Polski:
  - 1/2 finału (1): 2022/2023
- Puchar Ligi Polskiej:
  - 1/2 finału (1): 2006/2007, 2022/2023

## Rezultaty ze wszystkich sezonów

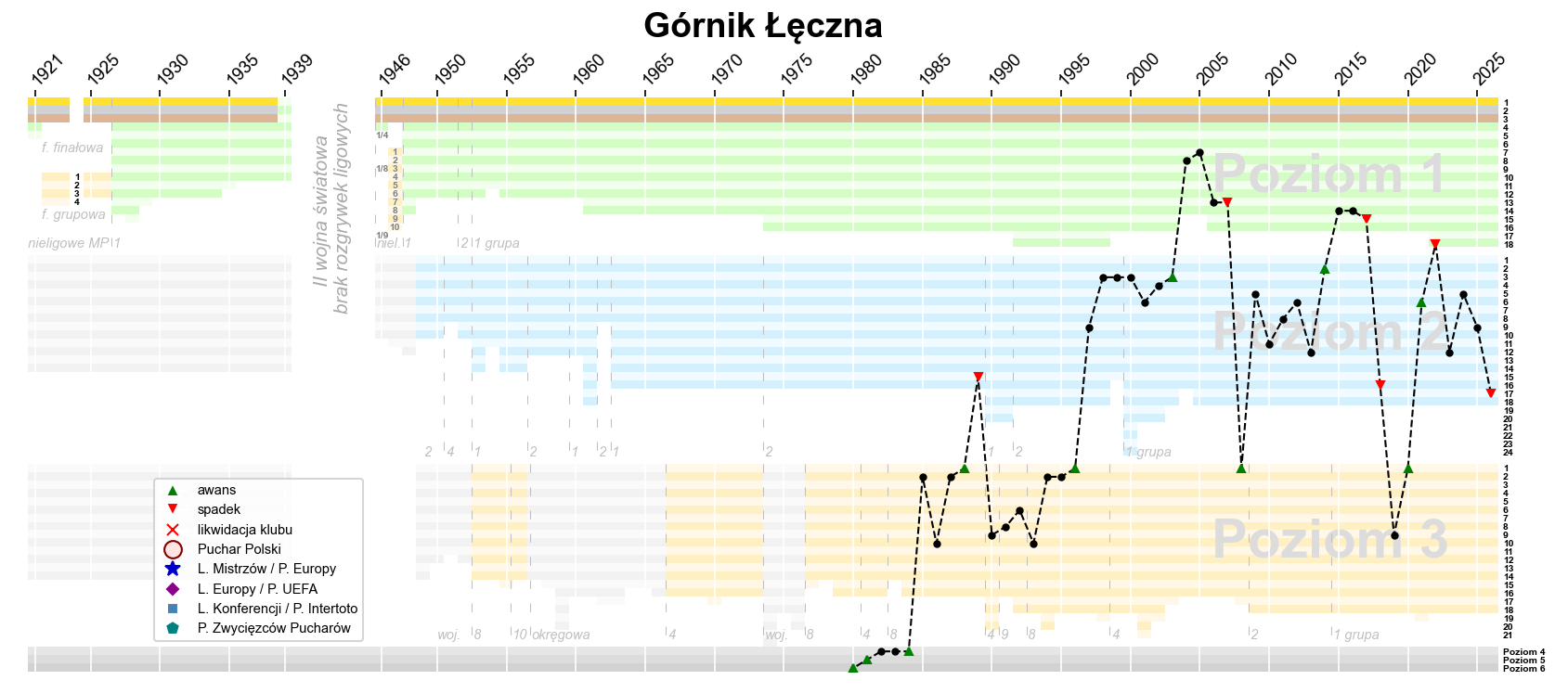
Historia występów Górnika Łęczna w rozgrywkach ligowych

Wyniki ze wszystkich sezonów Górnika Łęczna:
| Sezon     | Rozgrywki ligowe | Rozgrywki ligowe        | Rozgrywki ligowe | Puchar Polski (rozgrywki centralne) | Uwagi                                                | Uwagi                                 |
| Sezon     | Liga             | Liga                    | Miejsce          | Puchar Polski (rozgrywki centralne) | Uwagi                                                | Uwagi                                 |
| --------- | ---------------- | ----------------------- | ---------------- | ----------------------------------- | ---------------------------------------------------- | ------------------------------------- |
| 1979/1980 | VI               | Klasa B (okr. lubelski) | 1                | –                                   |                                                      |                                       |
| 1980/1981 | V                | Klasa A (okr. lubelski) | 2                | –                                   |                                                      |                                       |
| 1981/1982 | IV               | Klasa okręgowa          | 6                | –                                   |                                                      |                                       |
| 1982/1983 | IV               | Klasa okręgowa          | 2                | –                                   | Puchar Polski Lubelskiego ZPN                        | Puchar Polski Lubelskiego ZPN         |
| 1983/1984 | IV               | Klasa międzyokręgowa    | 1                | III runda                           | Awans po barażach.                                   | Awans po barażach.                    |
| 1984/1985 | III              | III liga (gr. VII)      | 2/14             | –                                   |                                                      |                                       |
| 1985/1986 | III              | III liga (gr. VII)      | 10/16            | –                                   | Puchar Polski Lubelskiego ZPN                        | Puchar Polski Lubelskiego ZPN         |
| 1986/1987 | III              | III liga (gr. VII)      | 2/15             | I runda                             |                                                      |                                       |
| 1987/1988 | III              | III liga (gr. VII)      | 1/14             | –                                   |                                                      |                                       |
| 1988/1989 | II               | II liga (gr. wschodnia) | 15/18            | –                                   |                                                      |                                       |
| 1989/1990 | III              | III liga (gr. IV)       | 9/20             | III runda                           |                                                      |                                       |
| 1990/1991 | III              | III liga (gr. VI)       | 8/16             | –                                   |                                                      |                                       |
| 1991/1992 | III              | III liga (gr. VI)       | 6/16             | –                                   |                                                      |                                       |
| 1992/1993 | III              | III liga (gr. V)        | 10/16            | –                                   |                                                      |                                       |
| 1993/1994 | III              | III liga (gr. IV)       | 2/16             | –                                   |                                                      |                                       |
| 1994/1995 | III              | III liga (gr. IV)       | 2/16             | –                                   |                                                      |                                       |
| 1995/1996 | III              | III liga (gr. V)        | 1/14             | –                                   | Puchar Polski Lubelskiego ZPN                        | Puchar Polski Lubelskiego ZPN         |
| 1996/1997 | II               | II liga (gr. wschodnia) | 9/18             | II runda                            |                                                      | Najwyżej notowany klub Lubelszczyzny. |
| 1997/1998 | II               | II liga (gr. wschodnia) | 3/18             | 1/8 finału                          |                                                      | Najwyżej notowany klub Lubelszczyzny. |
| 1998/1999 | II               | II liga (gr. wschodnia) | 3/15             | II runda                            |                                                      | Najwyżej notowany klub Lubelszczyzny. |
| 1999/2000 | II               | II liga                 | 3/24             | II runda                            |                                                      | Najwyżej notowany klub Lubelszczyzny. |
| 2000/2001 | II               | II liga                 | 6/20             | 1/4 finału                          | III runda Pucharu Ligi                               | Najwyżej notowany klub Lubelszczyzny. |
| 2001/2002 | II               | II liga                 | 4/20             | 1/8 finału                          | III runda Pucharu Ligi Przegrane baraże o awans.     | Najwyżej notowany klub Lubelszczyzny. |
| 2002/2003 | II               | II liga                 | 3/18             | I runda                             | Awans po barażach.                                   | Najwyżej notowany klub Lubelszczyzny. |
| 2003/2004 | I                | I liga                  | 8/14             | I runda                             |                                                      | Najwyżej notowany klub Lubelszczyzny. |
| 2004/2005 | I                | I liga                  | 7/14             | faza grupowa                        |                                                      | Najwyżej notowany klub Lubelszczyzny. |
| 2005/2006 | I                | I liga                  | 13/16            | 1/16 finału                         |                                                      | Najwyżej notowany klub Lubelszczyzny. |
| 2006/2007 | I                | I liga                  | 13/16            | 1/16 finału                         | 1/2 finału Pucharu Ekstraklasy                       | Najwyżej notowany klub Lubelszczyzny. |
| 2006/2007 | I                | I liga                  | 13/16            | 1/16 finału                         | Karna degradacja.                                    | Najwyżej notowany klub Lubelszczyzny. |
| 2007/2008 | III              | III liga (gr. IV)       | 1/17             | 1/16 finału                         | Puchar Polski Lubelskiego ZPN                        | Puchar Polski Lubelskiego ZPN         |
| 2008/2009 | II               | I liga                  | 5/18             | 1/16 finału                         |                                                      | Najwyżej notowany klub Lubelszczyzny. |
| 2009/2010 | II               | I liga                  | 11/18            | I runda                             |                                                      | Najwyżej notowany klub Lubelszczyzny. |
| 2010/2011 | II               | I liga                  | 8/18             | I runda                             | Pod nazwą GKS Bogdanka.                              | Najwyżej notowany klub Lubelszczyzny. |
| 2011/2012 | II               | I liga                  | 6/18             | I runda                             | Pod nazwą GKS Bogdanka.                              | Najwyżej notowany klub Lubelszczyzny. |
| 2012/2013 | II               | I liga                  | 12/18            | 1/16 finału                         | Pod nazwą GKS Bogdanka.                              | Najwyżej notowany klub Lubelszczyzny. |
| 2013/2014 | II               | I liga                  | 2/18             | I runda                             | Powrót do nazwy Górnik Łęczna.                       | Najwyżej notowany klub Lubelszczyzny. |
| 2014/2015 | I                | Ekstraklasa             | 14/16            | I runda                             |                                                      | Najwyżej notowany klub Lubelszczyzny. |
| 2015/2016 | I                | Ekstraklasa             | 14/16            | 1/16 finału                         |                                                      | Najwyżej notowany klub Lubelszczyzny. |
| 2016/2017 | I                | Ekstraklasa             | 15/16            | 1/8 finału                          | Górnik mecze w roli gospodarza rozgrywał w Lublinie. | Najwyżej notowany klub Lubelszczyzny. |
| 2017/2018 | II               | I liga                  | 16/18            | 1/16 finału                         |                                                      | Najwyżej notowany klub Lubelszczyzny. |
| 2018/2019 | III              | II liga                 | 9/18             | 1/32 finału                         |                                                      | Najwyżej notowany klub Lubelszczyzny. |
| 2019/2020 | III              | II liga                 | 1/18             | 1/8 finału                          |                                                      | Najwyżej notowany klub Lubelszczyzny. |
| 2020/2021 | II               | I liga                  | 6/18             | 1/8 finału                          | Awans po barażach.                                   | Najwyżej notowany klub Lubelszczyzny. |
| 2021/2022 | I                | Ekstraklasa             | 18/18            | 1/4 finału                          |                                                      | Najwyżej notowany klub Lubelszczyzny. |
| 2022/2023 | II               | I liga                  | 12/18            | 1/2 finału                          |                                                      | Najwyżej notowany klub Lubelszczyzny. |
| 2023/2024 | II               | I liga                  | 5/18             | I runda                             | Przegrane baraże o awans                             | Przegrane baraże o awans              |
| 2024/2025 | II               | I liga                  | 9/18             | I runda                             |                                                      |                                       |

| Poziom ligowy | Liczba sezonów | Sezony                                                       |
| ------------- | -------------- | ------------------------------------------------------------ |
| I             | 8              | 2003-2007, 2014-2017, 2021/2022                              |
| II            | 19             | 1988/1989, 1996-2003, 2008-2014, 2017/2018, 2020/2021, 2022- |
| III           | 14             | 1984-1988, 1989-1996, 2007/2008, 2018-2020                   |
| IV            | 3              | 1981-1984                                                    |
| V             | 1              | 1980/1981                                                    |
| VI            | 1              | 1979/1980                                                    |

## Stadion

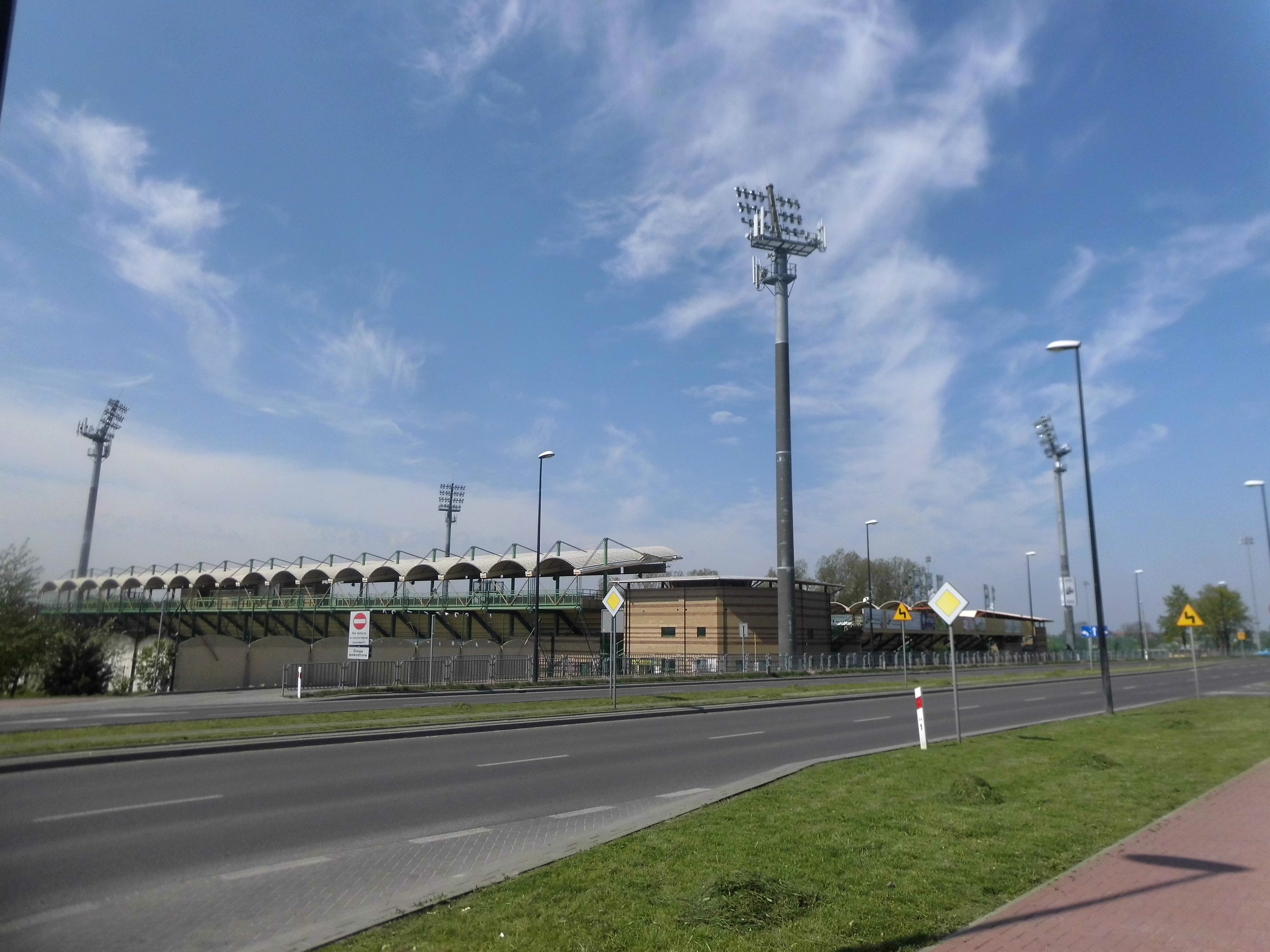
Stadion Górnika Łęczna.

Kameralny obiekt o pojemności 7464 miejsc siedzących ma oryginalną zabudowę. Trybuny wzdłuż linii bocznych charakteryzują się półkolistym zadaszeniem. Od 2003 r. ma sztuczne oświetlenie.

## Dotychczasowi trenerzy w XXI wieku
W klubie sportowym z Łęcznej od roku 1996 funkcję trenera sprawowało 22 trenerów. Najwięcej razy na to stanowisko zatrudniany był Tadeusz Łapa - czterokrotnie. Najdłużej ze wszystkich szkoleniowców drużynę prowadził Władysław Łach – ponad 3 lata (1095 dni).
| L.p | Imię i nazwisko     | Rozpoczęcie pracy | Zwolnienie  | Czas na stanowisku |
| --- | ------------------- | ----------------- | ----------- | ------------------ |
| 1.  | Józef Antoniak      | 1 lip 1996        | 30 cze 1997 | 364 dni            |
| 2.  | Władyslaw Łach      | 1 lip 1997        | 30 cze 2000 | 1095 dni           |
| 3.  | Tadeusz Łapa        | 26 paź 2000       | 15 sie 2001 | 293 dni            |
| 4.  | Jacek Zielinski     | 19 gru 2002       | 15 cze 2004 | 544 dni            |
| 5.  | Bogusław Kaczmarek  | 15 cze 2004       | 25 paź 2005 | 497 dni            |
| 6.  | Marek Kostrzewa     | 26 paź 2005       | 6 lis 2005  | 11 dni             |
| 7.  | Dariusz Kubicki     | 6 lis 2005        | 16 lip 2006 | 252 dni            |
| 8.  | Artur Płatek        | 18 sie 2006       | 21 sie 2006 | 3 dni              |
| 9.  | Krzysztof Chrobak   | 21 sie 2006       | 17 paź 2008 | 788 dni            |
| 10. | Tadeusz Łapa        | 17 paź 2008       | 15 lis 2008 | 29 dni             |
| 11. | Wojciech Stawowy    | 15 lis 2008       | 18 sie 2009 | 276 dni            |
| 12. | Tadeusz Łapa        | 20 sie 2009       | 17 lis 2009 | 89 dni             |
| 13. | Tadeusz Łapa        | 17 lis 2009       | 4 maj 2010  | 168 dni            |
| 14. | Mirosław Jabłoński  | 4 maj 2010        | 21 cze 2011 | 413 dni            |
| 15. | Piotr Rzepka        | 25 cze 2011       | 30 cze 2013 | 736 dni            |
| 16. | Yuriy Shatalov      | 1 lip 2013        | 6 maj 2016  | 1040 dni           |
| 17. | Andrzej Rybarski    | 6 maj 2016        | 1 gru 2016  | 209 dni            |
| 18. | Sławomir Nazaruk    | 3 gru 2016        | 15 gru 2016 | 12 dni             |
| 19. | Franciszek Smuda    | 15 gru 2016       | 4 lip 2017  | 201 dni            |
| 20. | Tomasz Kafarski     | 10 lip 2017       | 13 lis 2017 | 126 dni            |
| 21. | Sławomir Nazaruk    | 13 lis 2017       | 14 mar 2018 | 121 dni            |
| 22. | Bogusław Baniak     | 15 mar 2018       | 30 cze 2018 | 107 dni            |
| 23. | Rafał Wójcik        | 1 lip 2018        | 9 paź 2018  | 100 dni            |
| 24. | Sławomir Nazaruk    | 9 paź 2018        | 7 lis 2018  | 29 dni             |
| 25. | Franciszek Smuda    | 7 lis 2018        | 2 kwi 2019  | 146 dni            |
| 26. | Marcin Broniszewski | 2 kwi 2019        | 20 maj 2019 | 48 dni             |
| 27. | Kamil Kiereś        | 1 lip 2019        | 4 kwi 2022  | 1008 dni           |
| 28. | Andrzej Orszulak    | 4 kwi 2022        | 7 kwi 2022  | 3 dni              |
| 29. | Marcin Prasoł       | 7 kwi 2022        | 25 lut 2023 | 324 dni            |
| 30. | Ireneusz Mamrot     | 26 lut 2023       | 10 sty 2024 | 318 dni            |
| 31. | Pavol Staňo         | 10 sty 2024       | obecnie     | >229 dni           |

## Aktualny skład zespołu
Stan na 21 listopada 2023
| Nr | Poz. | Piłkarz          |
| -- | ---- | ---------------- |
| 33 | BR   | Maciej Gostomski |
| 4  | OB   | Lukas Klemenz    |
| 30 | OB   | Souleymane Cisse |
| 6  | OB   | Jonathan De Amo  |
| 77 | PO   | Damian Gąska     |
| 8  | PO   | Egzon Kryeziu    |
| 16 | PO   | Paweł Żyra       |
| 19 | PO   | Piotr Starzyński |
| 10 | PO   | Adam Deja        |
| 17 | PO   | Kacper Łukasiak  |
| 29 | OB   | Daniel Dziwniel  |
| 5  | PO   | Michał Pawlik    |
| 99 | NA   | Kacper Żabiński  |
| 95 | NA   | Marko Roginić    |
| 9  | NA   | Karol Podliński  |

| Nr | Poz. | Piłkarz           |
| -- | ---- | ----------------- |
| 12 | BR   | Tomasz Woźniak    |
| 1  | BR   | Mikołaj Kiliszek  |
| 25 | OB   | Damian Zbozień    |
| 23 | OB   | Karol Turek       |
| 3  | OB   | Marcin Grabowski  |
| 21 | OB   | Jakub Bednarczyk  |
| 13 | OB   | Michał Sienicki   |
| 11 | PO   | Fryderyk Janaszek |
| 14 | PO   | Jakub Kwiatkowski |
| 47 | PO   | Michał Steszuk    |

## Hymn Klubu
Słowa piosenki która w 2003 roku stała się hymnem Górnika Łęczna, ówczesnego beniaminka Ekstraklasy, napisał Zbigniew Dmitroca a muzyką zajął się Piotr Bańka. Wykonaniem zajął się wokalista Budki Suflera – Krzysztof Cugowski, związany zarówno z Łęczną jak i Lubelskim regionem. Utwór został nagrany w Hendrix Studio mieszczącym się w siedzibie Radia Lublin.
Tekst:
I) Górnik Łęczna, Górnik Łęczna, Górnik Łęczna dzisiaj gra! Lubelszczyzna jest ci wdzięczna, Że drużynę taką ma! Górnik Łęczna, Górnik Łęczna, Górnik wciąż do przodu prze! Czapki z głów Za waleczną twoją grę!
(ref.) Górnik Łęczna, Górnik Łęczna! Lubelszczyzna jest ci wdzięczna! Górnik Łęczna, Górnik Łęczna! Brać kibiców jest ci wdzięczna! (x2)
(II) Górnik Łęczna to drużyna, Która zawsze gra jak z nut, Dobrze kończy i zaczyna, I nie modli się o cud! Nasza super jedenastka Zawsze gra życiowy mecz, Każdy mecz To po prostu piękna rzecz!
(ref.) Górnik Łęczna, Górnik Łęczna!... (x2)
Górnik Łęczna i Bogdanka - Już na dobre i na złe. Każdy wie, Jak w Bogdance kopie się.
(ref.) Górnik Łęczna, Górnik Łęczna!... (x2)